# Estrella de Moravia

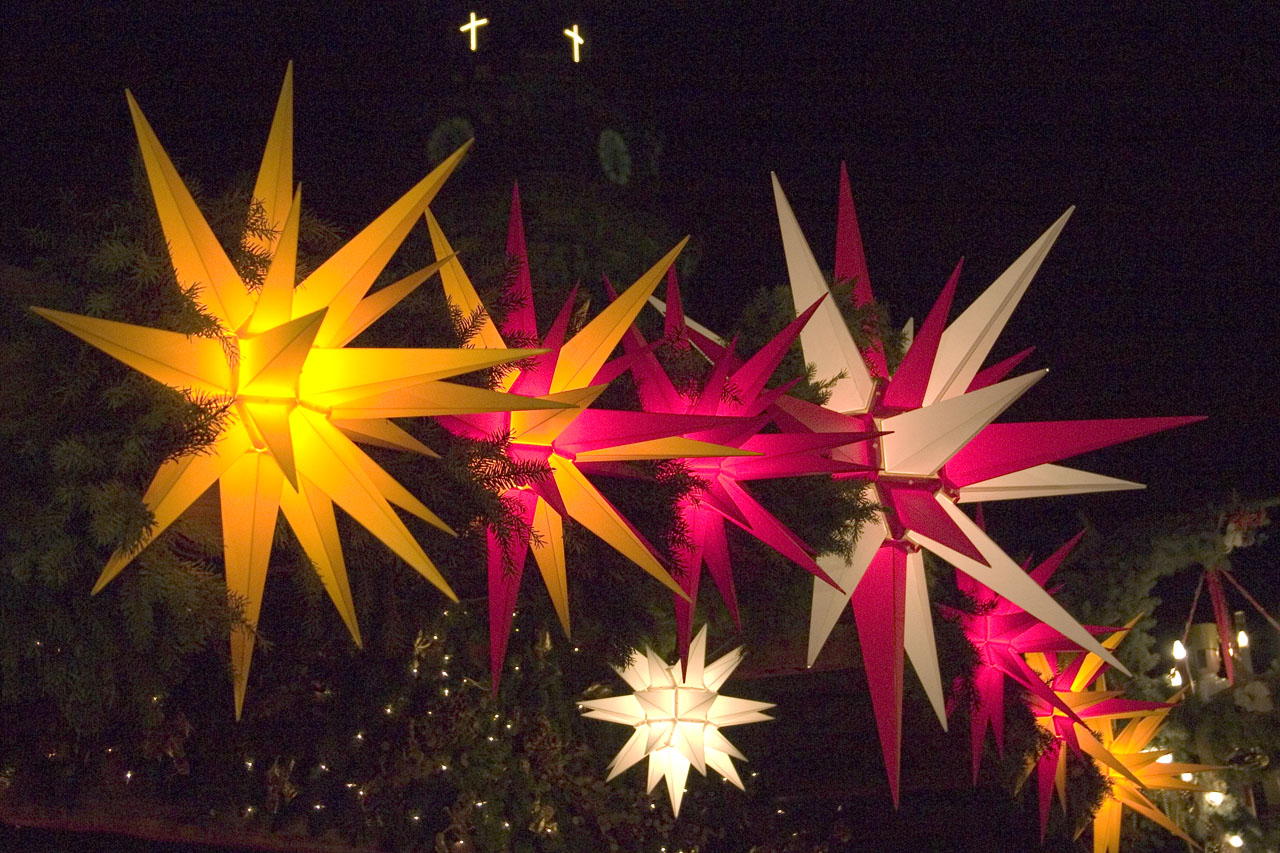
Estrellas de Moravia en Dresde, Alemania.

La estrella de Moravia es un símbolo religioso y decoración cristiana que se utiliza durante el Adviento, la Navidad y la Epifanía, popular en América y Europa donde hay congregaciones de la Iglesia de Moravia. Es originaria de la región checa de Moravia.
En Alemania, se les conoce como estrellas de Herrnhut, que llevan el nombre de la Comunidad Madre de Moravia en Sajonia, donde fueron producidas comercialmente por primera vez.

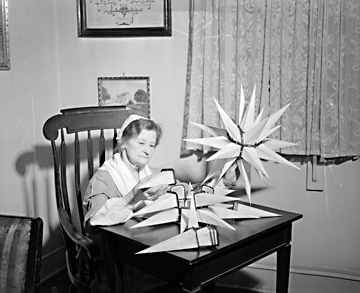
Señora armando estrellas de Moravia para Navidad en 1948.
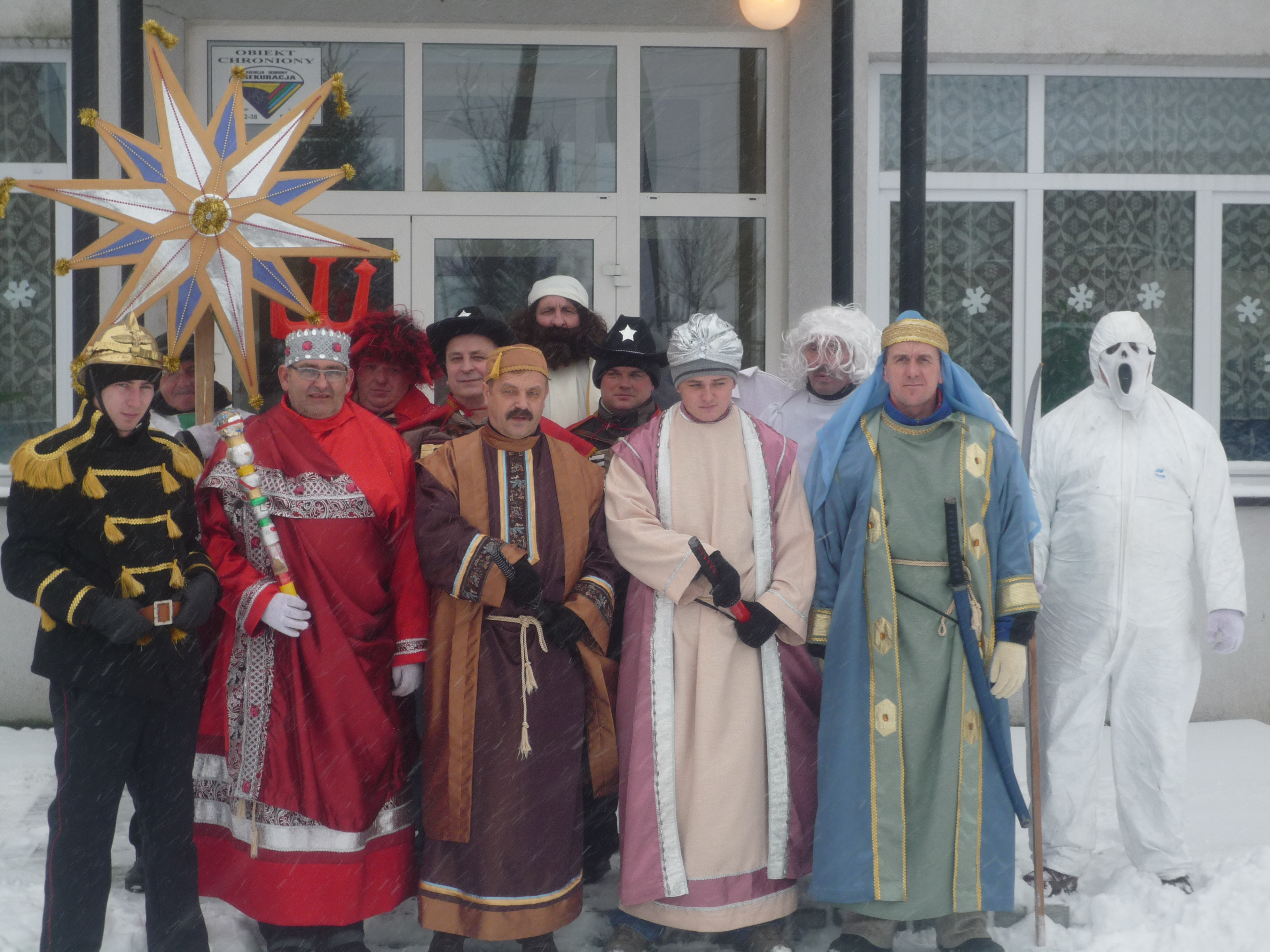
Estrella de Moravia presente en los cantores de villancicos navideños en 2010.
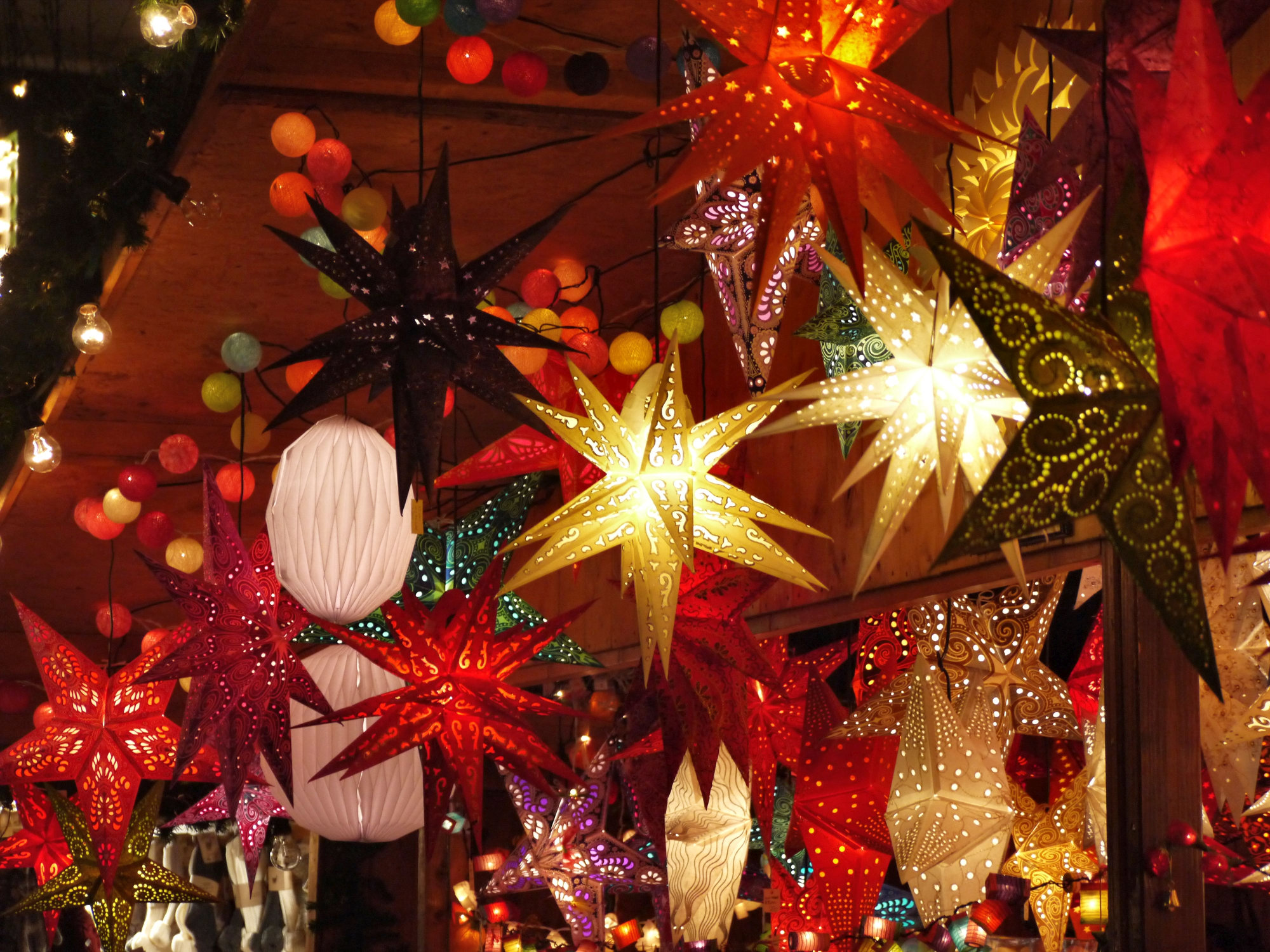
Estrellas como parte de una decoración en Nochebuena de 2013.